# یوجی‌سی ۹۵۶۱
یوجی‌سی ۹۵۶۱ یک کهکشان است.